# Xenyllogastrura afurcata
Xenyllogastrura afurcata is een springstaartensoort uit de familie van de Hypogastruridae. De wetenschappelijke naam van de soort is voor het eerst geldig gepubliceerd in 1979 door Deharveng & Gers.